# Reformatio in pejus

Non reformatio in pejus (lat. ne-reformarea în rău adică nimănui nu i se poate înrăutăți situația prin propria cale de atac ) este un principiu juridic care afirmă faptul că unei persoane nu i se poate agrava situația în propria cale de atac. Cu alte cuvinte, unei persoane care declară apel sau recurs nu i se poate crea o situație mai grea prin acceptarea acestei căi de atac. Acest principiu de drept procesual este întâlnit în toate sistemele de drept care derivă din dreptul roman. Potrivit lui, instanța de judecată nu poate crea o situație mai grea pentru partea care a declarat apel sau recurs. Regula non reformatio în peius este cunoscută din vechime și, în teoria și practica judiciară, cunoaște multiple aspecte concrete. 

## Situația din România
În România acest principiu este prevăzut atât în codul de procedură penală cât și în cel de procedură civilă.

### În dreptul civil
Ne-agravarea situației în propria cale de atac a fost instituționalizată prin dispozițiile art. 481 C. pr. civ. Potrivit acestei reguli chiar dacă hotărârea este greșită, ea nu poate fi modificată ori desființată dacă astfel s-ar crea celui ce exercită calea de atac o situație mai grea decât cea rezultată din hotărârea atacată. Dacă, însă, înrăutățirea situației unei părți s-ar datora admiterii căii de atac la care a recurs o parte cu interese contrarii acest principiu nu se mai aplică. Aplicarea acestui principiu este limitată de atitudinea procesuală a părții care a recurs la calea de atac. Dacă această renunță la beneficiul său (art.296 C.pr.civ.), hotărârea poate să-i fie defavorabilă; se dă eficientă principiului disponibilității. Respectarea limitelor învestirii instanței care soluționează calea de atac este cerută de reglementările din art. -318 și 322 pct.2 C.pr.civ. ce instituie ca greșeli ale oricărei instanțe omisiunea de cercetare a unui motiv de casare, respectiv acordarea unor lucruri care nu s-au cerut (minus petita) ori acordarea a mai mult decât s-a cerut (plus petita) sau omisiunea de a se pronunța asupra a ceva ce s-a cerut.

### În dreptul penal
Principiul ne-agravării situației părții în propria cale de atac este prevăzut în art. 418 C. proc. pen., partea specială. Potrivit legii, instanță de apel, soluționând cauza, nu poate crea o situație mai grea pentru cel care a declarat apel. Principiul ne-agravării situației în propriul apel se aplică atât la judecarea apelului, cât și cu prilejul rejudecării în fond după casare. De asemenea, el se aplică și în cazul exercitării apelului de către procuror în favoarea unei părți. Deci, instanța admițând un asemenea apel, nu va putea casa hotărârea în defavoarea acelei părți. Acest principiu se aplică și în cazul recursului. 